# گورلا گری
گورلا گُری (ایتالیایی: Gorella Gori؛ ۲ فوریهٔ ۱۹۰۰ – ۲۵ نوامبر ۱۹۶۳) بازیگر و کافه شانتان اهل ایتالیا بود.
از فیلم‌ها یا برنامه‌های تلویزیونی که وی در آن نقش داشته‌است، می‌توان به اوه! سابلا، کلاه سه‌گوش و تعطیلات رمی اشاره کرد.